# Pakistan op de Olympische Zomerspelen 1992
Pakistan nam deel aan de Olympische Zomerspelen 1992 in Barcelona, Spanje. Er werd één bronzen medaille gewonnen in het hockey.

## Medailleoverzicht
| Sport  | Olympiër | Discipline | Medaille |
| ------ | --- | ---------- | -------- |
| Hockey | Mansoor Ahmed Muhammad Akhlaq Ahmed Shahbaz Ahmed Asif Bajwa Khalid Bashir Wasim Feroz Musaddiq Hussain Muhammad Qamar Ibrahim Khawaja Junaid Muhammad Khalid Farhat Hassan Khan Shahid Ali Khan Rana Mujahid Ali Anjum Saeed Muhammad Shahbaz Tahir Zaman | mannen     | Brons    |

## Deelnemers en resultaten

### Atletiek
| Olympiër              | Onderdeel              | Resultaat | Prestatie                              |
| --------------------- | ---------------------- | --------- | -------------------------------------- |
| Hussain Arif          | 100m (m)               | 51e       | serie 3: 5de in 10,83                  |
| Hussain Arif          | 200m (m)               | 52e       | serie 10: 5de in 21,75                 |
| Nadir Khan            | 1500m (m)              | 32e       | serie 2: 9de in 3.44,96                |
| Ghulam Abbas          | 400m horden (m)        | 32e       | serie 3: 6de in 50,57                  |
| Banarus Muhammad Khan | hink-stap-springen (m) | 41e       | kwalificatie groep A: 21ste met 15,27m |

### Boksen
| Olympiër           | Onderdeel | Resultaat | Prestatie                                                                                          |
| ------------------ | --------- | --------- | -------------------------------------------------------------------------------------------------- |
| Hussain Arshad     | -60kg (m) | 17e       | 1ste ronde: V van PNG Kungsi: 9-13                                                                 |
| Shah Khyber        | -67kg (m) | 17e       | 1ste ronde: V van NCA Romero: 2-7                                                                  |
| Abrar Hussain Syed | -71kg (m) | 17e       | 1ste ronde: V van ALG Meziane: 0-7                                                                 |
| Asghar Muhammad    | -81kg (m) | 9e        | 1ste ronde: W van IRI Kazemi: walk-over 2de ronde: V van HUN Béres: scheidsrechterlijke beslissing |

### Hockey
| Olympiër | Onderdeel | Resultaat | Prestatie |
| --- | --------- | --------- | --- |
| Mansoor Ahmed Muhammad Akhlaq Ahmed Shahbaz Ahmed Asif Bajwa Khalid Bashir Wasim Feroz Musaddiq Hussain Muhammad Qamar Ibrahim Khawaja Junaid Muhammad Khalid Farhat Hassan Khan Shahid Ali Khan Rana Mujahid Ali Anjum Saeed Muhammad Shahbaz Tahir Zaman | mannen    | Brons     | groep B: 1ste W van Maleisië: 4-1 W van Nieuw-Zeeland: 1-0 W van EUN: 6-2 W van Nederland: 3-2 W van Spanje: 6-1 halve finale: V van Duitsland: 1-2 bronzen finale: W van Nederland: 4-3 |

| Groep B |                  |             |             |             |             |            |            |            |        |
| #       | Land             | Wedstrijden | Wedstrijden | Wedstrijden | Wedstrijden | Doelpunten | Doelpunten | Doelpunten | Punten |
| #       | Land             | G           | W           | G           | V           | V          | T          | Saldo      | Punten |
| 1       | Pakistan         | 5           | 5           | 0           | 0           | 20         | 6          | +14        | 10     |
| 2       | Nederland        | 5           | 4           | 1           | 0           | 20         | 10         | +10        | 8      |
| 3       | Spanje           | 5           | 3           | 0           | 2           | 15         | 11         | +5         | 6      |
| 4       | Nieuw-Zeeland    | 5           | 4           | 0           | 4           | 7          | 12         | -5         | 2      |
| 5       | Gezamenlijk team | 5           | 1           | 0           | 4           | 12         | 20         | -8         | 2      |
| 6       | Maleisië         | 5           | 1           | 0           | 4           | 9          | 24         | -15        | 2      |

| Ronde          | Datum     | Plaats    | Land | Score            | Land |
| -------------- | --------- | --------- | ---- | ---------------- | ---- |
| Groepsfase     |           |           |      |                  |      |
| 26 juli        | Barcelona | Pakistan  | 4-1  | Maleisië         |      |
| 28 juli        | Barcelona | Pakistan  | 1-0  | Nieuw-Zeeland    |      |
| 20 juli        | Barcelona | Pakistan  | 6-2  | Gezamenlijk team |      |
| 1 augustus     | Barcelona | Nederland | 2-3  | Pakistan         |      |
| 3 augustus     | Barcelona | Spanje    | 1-6  | Pakistan         |      |
| Halve finale   |           |           |      |                  |      |
| 5 augustus     | Barcelona | Pakistan  | 1-2  | Duitsland        |      |
| Bronzen finale |           |           |      |                  |      |
| 8 augustus     | Barcelona | Nederland | 3-4  | Pakistan         |      |

### Worstelen
| Olympiër     | Onderdeel   | Resultaat   | Prestatie                                                 |
| Vrije stijl  | Vrije stijl | Vrije stijl | Vrije stijl                                               |
| ------------ | ----------- | ----------- | --------------------------------------------------------- |
| Naseer Ahmed | -57kg (m)   | 17e         | groep B: 9de V van JPN Okuyama: 0-3 V van CUB Puerto: 0-3 |

### Zeilen
| Olympiër                  | Onderdeel | Resultaat | Prestatie                          |
| ------------------------- | --------- | --------- | ---------------------------------- |
| Javed Rasool Mamoon Sadiq | 470 (m)   | 36e       | 231 punten: (32-31-33-36-36-29-34) |

Albanië · Algerije · Amerikaanse Maagdeneilanden · Amerikaans-Samoa · Andorra · Angola · Antigua en Barbuda · Argentinië · Aruba · Australië · Bahama's · Bahrein · Bangladesh · Barbados · België · Belize · Benin · Bermuda · Bhutan · Bolivia · Bosnië en Herzegovina · Botswana · Brazilië · Britse Maagdeneilanden · Bulgarije · Burkina Faso · Canada · Centraal-Afrikaanse Republiek · Chili · China · Chinees Taipei · Colombia · Congo-Brazzaville · Cookeilanden · Costa Rica · Cuba · Cyprus · Denemarken · Djibouti · Dominicaanse Republiek · Duitsland · Ecuador · Egypte · El Salvador · Equatoriaal-Guinea · Estland · Ethiopië · Fiji · Filipijnen · Finland · Frankrijk · Gabon · Gambia · Gezamenlijk team · Ghana · Grenada · Griekenland · Groot-Brittannië · Guam · Guatemala · Guinee · Guyana · Haïti · Honduras · Hongarije · Hongkong · Ierland · IJsland · India · Indonesië · Irak · Iran · Israël · Italië · Ivoorkust · Jamaica · Japan · Jemen · Jordanië · Kaaimaneilanden · Kameroen · Kenia · Koeweit · Kroatië · Laos · Lesotho · Letland · Libanon · Libië · Liechtenstein · Litouwen · Luxemburg · Madagaskar · Malawi · Malediven · Maleisië · Mali · Malta · Marokko · Mauritanië · Mauritius · Mexico · Monaco · Mongolië · Mozambique · Myanmar · Namibië · Nederland · Nederlandse Antillen · Nepal · Nicaragua · Nieuw-Zeeland · Niger · Nigeria · Noord-Korea · Noorwegen · Oeganda · Oman · Oostenrijk · Pakistan · Panama · Papoea-Nieuw-Guinea · Paraguay · Peru · Polen · Portugal · Puerto Rico · Qatar · Roemenië · Rwanda · Saint Vincent‑Grenadines · Salomonseilanden · Samoa · San Marino · Saoedi-Arabië · Senegal · Seychellen · Sierra Leone · Singapore · Slovenië · Soedan · Spanje · Sri Lanka · Suriname · Swaziland · Syrië · Tanzania · Thailand · Togo · Tonga · Trinidad en Tobago · Tsjaad · Tsjecho-Slowakije · Tunesië · Turkije · Uruguay · Vanuatu · Venezuela · Verenigde Arabische Emiraten · Verenigde Staten · Vietnam · Zaïre · Zambia · Zimbabwe · Zuid-Afrika · Zuid-Korea · Zweden · Zwitserland · Onafhankelijke olympische deelnemers